# Cirque du Soleil

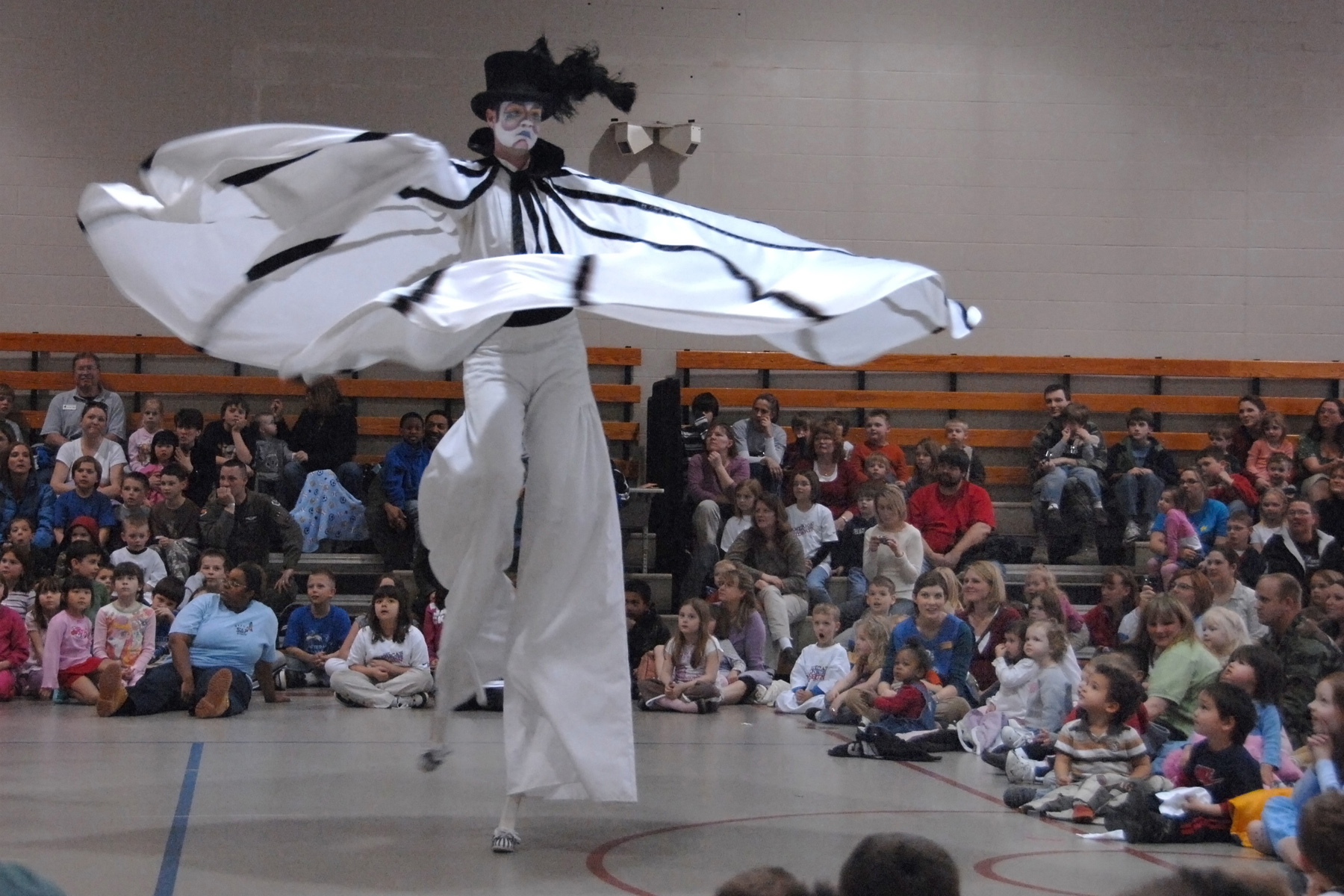
Cirque du Soleil-artisten Creator på styltor

Cirque du Soleil (franska för "Solcirkus") är en av världens främsta grupper inom nycirkus. Man har skördat stora publikframgångar och drivs numera som ett storföretag med 3 500 anställda. Företaget är baserat i Montréal i Québec (Kanada) och grundades 1984 av två gatuartister, Guy Laliberté och Daniel Gauthier.
De började 1980 turnera i Québec och kallade sig från början Les Échassiers. De stötte dock på ekonomiska svårigheter och räddades av ett statligt stöd 1983. Le Grand Tour du Cirque du Soleil blev en succé 1984, och efter att ha fått bidrag till ytterligare ett år anlitade Laliberté Guy Caron från National Circus School för att skapa en "riktig cirkus".
Att inte använda en cirkusring eller några djur bidrog till att göra Cirque du Soleil till den moderna cirkus (nycirkus) som den är i dag. Varje uppträdande är en blandning av cirkustyper från hela världen, men uppbyggda kring ett tema. Åskådarna dras in i handlingen genom att föreställningarna äger rum med kontinuerlig musik och utan ridåer och pauser för att byta utrustning på scenen.
Under 1990- och 2000-talet växte cirkusen snabbt och gick från att erbjuda en show med 73 anställda 1984 till att 2007 ha 3 500 anställda från över 40 länder som tillsammans genomför cirka 15 turnéer världen över. Företaget bakom cirkusen beräknas ha årliga inkomster på över 600 miljoner US-dollar.